# Dibaya-Lubwe
Dibaya-Lubwe (ou Dibaya Lubue, Lubue) est une commune urbano-rurale du territoire d'Idiofa dans la province Kwilu en République démocratique du Congo.

## Géographie
La ville est située sur la rive sud de la rivière Kasaï juste en dessous du point où elle est rejointe par la rivière Lubue. En 2012 la population a été estimée à 38 933 habitants.

## Histoire
La ville, située dans l'est du territoire Ding. Le premier européen a été l'explorateur allemand Hermann von Wissmann en juin 1885. Elle est devenue le site pour le traitement de l'huile de palme , et a obtenu le statut d'un « centre extra-coutumier ». En 1931, la ville est devenue un centre commercial.

## Démographie
- 2012 : 38 933 habitants
- 2015 : environ 60 000 habitants[6]

## Administration
La localité a le statut de commune rurale de moins de 80 000 électeurs, elle compte 7 conseillers municipaux en 2019.